# Phyllagathis plagiopetala
Phyllagathis plagiopetala är en tvåhjärtbladig växtart som beskrevs av Chieh Chen. Phyllagathis plagiopetala ingår i släktet Phyllagathis och familjen Melastomataceae. Inga underarter finns listade i Catalogue of Life.